# Ikorec
L'Ikorec (in russo Икорец?) è un fiume della Russia europea, affluente di sinistra del Don. Scorre nei rajon Paninskij, Bobrovskij e Liskinskij dell'oblast' di Voronež.
Il fiume scorre in direzione sud-occidentale e attraversa i villaggi di Verchnij Ikorec, Srednij Ikorec e Nižnij Ikorec (rispettivamente Ikorec Superiore, Di mezzo e Inferiore); a est di quest'ultimo sfocia nel Don a 1 262 km dalla foce. Ha una lunghezza di 97 km; l'area del suo bacino è di 2 000 km².